# Иоаннесян, Аванес Айрапетович
Аванес Айрапетович Иоаннесян (арм. Հովհաննես Հովհաննիսյան, 1881, Шуша — 28 июля 1938, Баку) — советский дирижёр и педагог.
Родился в Шуше. В 1900 году окончил реальное училище, после чего работал преподавателем пения в женской гимназии. В 1905 году поступил на медицинский факультет Новороссийского университета. После окончания университета вернулся в Шушу, где зарабатывал медицинской практикой, одновременно руководил военным оркестром. В 1920 году переехал в Баку, где основал первый оркестр народных инструментов (Государственный азербайджанский восточный оркестр народных инструментов), программа которого состояла из мугамов, народных песен и танцев. В 1926 и 1936 годах оркестр под руководством Иоаннесяна выступал Ленинграде и Москве, в 1938 году — представлял республику на Декаде культуры Азербайджанской ССР в Москве.
Работу Иоаннесяна во главе оркестра высоко оценивал советский музыковед В. М. Беляев. По мнению учёного, дирижёр сыграл пионерскую роль в становлении оркестровой азербайджанской музыки. В то же время музыковед критиковал выступления оркестра за «кустарный» подход, отсутствие нотной записи исполняемых произведений. За разучивание материала на слух оркестрантов также критиковал музыковед Г. Н. Хубов. Вместе с этим он отмечал, что опыты симфонизации мугамов, проведённые Иоаннесяном, интересны своеобразной мелодикой и ритмикой, красочной инструментовкой. Критик А. Констант Смис писал об оркестре Иоаннесяна как об экспериментальном коллективе, отмечая хорошую сыгранность и высокие умения музыкантов. В разное время в состав оркестра входили таристы Энвер Мансуров и Курбан Примов, дудукист Каро Чарчоглян, общая численность ансамбля доходила до шестидесяти пяти человек.
Наряду с Государственным восточным оркестром, Иоаннесян создал три женских коллектива народных инструментов, призванных продемонстрировать изменившийся статус азербайджанской женщины. Также преподавал в Бакинском музыкальном училище. Был отмечен как заслуженный деятель искусств Азербайджанской ССР (1936), награждён орденом «Знак Почёта» (17.04.1938). В июле 1938 года скоропостижно скончался на репетиции оркестра.

## Дискография
- 1936 — 1-й Государственный азербайджанский восточный оркестр п/у А.Иоаннесяна. Москва: Грампласттрест.
- 1938 — Азербайджанский оркестр народных инструментов. Баку: Грампласттрест.